# Giulio Mazzoni
Giulio Mazzoni (Piacenza, 1518 circa – Piacenza?, 1590) è stato uno scultore e pittore italiano. Una diversa datazione stabilirebbe l'anno di nascita nel 1525 e quello di morte nel 1618.

## Biografia
Allievo di Giorgio Vasari, fu all'inizio suo collaboratore a Firenze e Napoli. 
Nel 1550 Mazzoni realizzò un rilievo in marmo, Crocifisso con la Vergine, San Giovanni e la Maddalena, per la chiesa di Sant'Anna dei Lombardi a Napoli. A Roma collaborò col Braghettone a palazzo Spada (1559) e in Vaticano (1563), divenendo un esperto decoratore in stucchi dipinti. A Roma decorò anche, con stucchi e affreschi, la cappella Theodoli in Santa Maria del Popolo dove si trova anche la statua di Santa Caterina da lui scolpita. 
Nel 1576 tornò a Piacenza.